# Puya retrorsa
Puya retrorsa là một loài thực vật có hoa trong họ Bromeliaceae. Loài này được Gilmartin miêu tả khoa học đầu tiên năm 1985.